# When Evil Speaks
When Evil Speaks — студийный альбом группы Suicide Commando, вышедший в начале мая 2013 года.

## История
5 ноября 2011 года на официальном сайте коллектива было объявлено название новой пластинки. 1 февраля 2013 появилась новость о том, что запись альбома завершена, а также о том, что новый альбом будет состоять из 12 песен, включая последний на данный момент сингл «Attention Whore», и будет доступен в трёх версиях: в виде обычного CD, в виде лимитированного двойного CD с бонусным диском ремиксов и в виде строго ограниченного издания, содержащего оба диска и некоторые эксклюзивные материалы.
29 марта 2013 начаты предварительные заказы альбома. Альбом можно заказать по почте в магазинах Out Of Line и Metropolis. Также внесены уточнения о том, что бонусный диск с ремиксами будет называться «When Hate Prevails», строго лимитированное издание будет представлять собой стальную упаковку ручной работы, а третий диск этого издания будет называться «Rewind» и будет содержать запись концерта Suicide Commando с ретро-программой, состоявшегося в июле 2012 в Утрехте (Голландия). Также объявлены точные даты релиза: европейский — 3 мая (на Out Of Line Records), американский — 14 мая (на Metropolis Records). Опубликована обложка альбома.
29 апреля 2013 на сайте YouTube опубликован промотрейлер альбома.
Альбом стартовал в German Media Control Album Charts с 47 позиции.

## Список композиций
| №   | Название                            | Длительность |
| --- | ----------------------------------- | ------------ |
| 1.  | «Feeding My Inner Hate»             | 1:33         |
| 2.  | «Cut_Bleed_Eviscerate»              | 6:05         |
| 3.  | «My Blasphemy»                      | 4:16         |
| 4.  | «When Evil Speaks»                  | 4:53         |
| 5.  | «Monster»                           | 5:13         |
| 6.  | «Attention Whore»                   | 4:53         |
| 7.  | «Repent or Perish»                  | 6:40         |
| 8.  | «In Guns We Trust»                  | 6:01         |
| 9.  | «Time (Rewind)»                     | 4:52         |
| 10. | «Unterwelt»                         | 5:01         |
| 11. | «Evacuate (Where's The Exit Remix)» | 4:47         |
| 12. | «Song of No Tomorrow»               | 5:53         |

| №   | Название                                               | Длительность |
| --- | ------------------------------------------------------ | ------------ |
| 1.  | «My Blasphemy» (Die Sektor Remix)                      | 6:13         |
| 2.  | «Attention Whore» (Incestuous Remix by Alien Vampires) | 4:15         |
| 3.  | «When Evil Speaks» (Shiv-R Remix)                      | 4:50         |
| 4.  | «My Blasphemy» (Absolute Body Control Remix)           | 5:34         |
| 5.  | «Repent or Perish» (vProjekt Remix)                    | 6:45         |
| 6.  | «When Evil Speaks» (Sin Dna Remix)                     | 4:42         |
| 7.  | «My Blasphemy» (Dust Remix by ES23)                    | 4:14         |
| 8.  | «Evacuate» (Apocalyptica Remix by Betamorphose)        | 3:58         |
| 9.  | «Attention Whore» (Hydra Division V Remix)             | 3:55         |
| 10. | «Monster» (Unter Null Remix)                           | 4:19         |
| 11. | «My Blasphemy» (Cygnosic Remix)                        | 4:31         |
| 12. | «God Is in the Rain» (First Black Pope Remix)          | 4:18         |
| 13. | «Attention Whore» (Nano Infect Remix)                  | 5:13         |
| 14. | «Song of No Tomorrow» (Controlled Collapse Remix)      | 4:54         |

| №   | Название                                               | Длительность |
| --- | ------------------------------------------------------ | ------------ |
| 1.  | «Murder»                                               | 6:06         |
| 2.  | «TV-Obsession»                                         | 4:33         |
| 3.  | «Traumatize»                                           | 4:58         |
| 4.  | «Sheer Horror»                                         | 5:15         |
| 5.  | «The Ultimate Machine»                                 | 4:19         |
| 6.  | «Mortal Combat»                                        | 4:01         |
| 7.  | «Where Do We Go From Here» (текст и вокал: Dirk Ivens) | 4:20         |
| 8.  | «Never Get Out»                                        | 5:06         |
| 9.  | «Save Me»                                              | 5:42         |
| 10. | «Time»                                                 | 4:13         |
| 11. | «Fate»                                                 | 4:38         |
| 12. | «See You In Hell»                                      | 3:47         |